# هان شرودر
هان شرودر (بالهولندية: Han Schröder)‏ هي مهندسة معمارية هولندية، ولدت في 16 يوليو 1918، وتوفيت في 20 مارس 1992.